# St. Bonaventure University
Die St. Bonaventure University in Allegany, Cattaraugus County, New York, ist eine katholische Universität in Trägerschaft des Franziskanerordens.
Das katholische College und Seminar, das dem Patronat eines franziskanischen Kirchenlehrers, des hl. Bonaventura unterstellt ist, wurde auf Veranlassung des damaligen Bischofs von Buffalo, John Timon, am 4. Oktober 1858 von vier Franziskanern gegründet. Die Einrichtung erhielt 1875 die staatliche Anerkennung und 1950 die Bezeichnung Universität. Seit dem frühen 20. Jahrhundert sind ihr die School of Franciscan Studies und das Franciscan Institute angegliedert.
Von September 1940 bis Dezember 1941 lehrte Thomas Merton Englisch an der Bonaventura-Universität.
Die Universität sieht sich in der Tradition franziskanischer Spiritualität und orientiert sich an Werten wie „Erkunden und Staunen, Wissen und Liebe, Verständnis und Demut“. Für die Zulassung spielt die Religionszugehörigkeit keine Rolle. Schwerpunkte von Forschung und Lehre sind heute Wirtschaft, Journalismus und Massenkommunikation, Bildung und Erziehung, Biologie, Psychologie, Englisch und Geschichte. 75 % der Studierenden wohnen auf dem Campus. Sie stammen aus 31 US-Staaten und 38 auswärtigen Ländern. Großer Wert wird auf sportliche Aktivitäten und Teilnahme an überregionalen Wettbewerben gelegt (St. Bonaventure Bonnies). Von den Absolventen unterstützen 20 % später den Stiftungsfonds ihrer Universität; im Landesdurchschnitt tun das 12,4 % der Graduierten.

## Ehemalige Dozenten
- Philotheus Böhner OFM
- Thomas Merton

## Ehemalige Absolventen
Zu den Absolventen gehören:
- Miles Aiken
- Anthony Bannon
- Jim Baron
- Ed Bastian
- Marion Beiter
- John Boccieri
- Janet Bodnar
- John P. Boland
- J. R. Bremer
- John R. Broderick
- Jack Butler
- JG Faherty (James Gregory Faherty)
- Neil Cavuto
- Freddie Crawford
- Chuck Daly
- Charles J. Dougherty (Abschluss-Jahrgang 1971)
- Ed Don George
- Edward Goljan
- George Hays
- Deb Henretta
- Dan Herbeck
- Daniel Horan
- Louis Iasiello
- Hughie Jennings
- Mychal Judge
- George Kenneally
- Patricia Kennealy-Morrison
- Bob Lanier
- Michael Lynch
- Ted Marchibroda
- Whitey Martin
- Brendan McDaniels
- John McGraw
- Andrew Nicholson
- Paul Owens
- Carl Paladino
- James E. Post (Abschluss-Jahrgang 1965)
- Danica Roem
- Thomas P. Ryan Jr.
- Irena Scott
- Sam Stith
- Tom Stith
- Mike Vaccaro
- Adrian Wojnarowski
- Catharine Young
- Mark Zinni
- Tjaard Krusch

### Pulitzer-Preisträger
- Dan Barry (Abschluss-Jahrgang 1980)
- Bill Briggs (Abschluss-Jahrgang 1985)
- Robert A. Dubill (Abschluss-Jahrgang 1958)
- John Hanchette (Abschluss-Jahrgang 1964)
- Charles J. Hanley (Abschluss-Jahrgang 1968)
- Brian Toolan (Abschluss-Jahrgang 1972)

### Politiker auf Bundes-Ebene
- John Boccieri (Abschluss-Jahrgang 1992), Abgeordneter von Ohio (Dem., 2009–2011)
- James J. Howard (Abschluss-Jahrgang 1952), Abgeordneter von New Jersey (1965–1988)
- Rudolph G. Tenerowicz, Abgeordneter von Michigan (Dem. & Rep., 1939–43, 49–57)
- James T. Walsh (Abschluss-Jahrgang 1970), Abgeordneter von New York (Rep., 1989–2009)
- William F. Walsh (Abschluss-Jahrgang 1934), Abgeordneter von New York (Rep., 1973–1979)